# Právo sociálního zabezpečení
Právo sociálního zabezpečení je soubor hmotněprávních a procesních norem, jejichž účelem je předejít možným sociálním rizikům, odstranit nepříznivé následky sociálních událostí a vytvářet příznivé podmínky pro sociální začlenění člověka. Jednotlivá pravidla v českém kontextu upravují systémy sociálního zabezpečení v České republice.
Jde o součást veřejného práva se soukromoprávními prvky. Je tvořeno právními předpisy upravujícími hmotné zabezpečení a služby zabezpečované, regulované nebo poskytované státem občanům, kteří v důsledku sociální události nemohou být výdělečně činní a jejichž sociální práva zaručená ústavou jsou ohrožena. Upravuje soukromoprávní i veřejnoprávní vztahy vznikající v souvislosti se zajišťováním těchto práv, povinnost občanů zabezpečit se pro budoucnost a způsoby přerozdělování mezi lidmi pro krytí jejich státem uznaných sociálních potřeb.

## Pojem práva sociálního zabezpečení
Pojmu sociální zabezpečení předcházely pojmy:
- Chudinská péče - soubor komunálních a státních opatření na pomoc chudým.
- Sociální péče - soustavná péče státu a obce o sociálně slabší občany.
- Chudinská správa - soustava veřejnoprávní administrativy, která organizovala a poskytovala chudinskou pomoc.

Tyto pojmy vznikaly od 16. století až do 1. světové války. Pojem sociální bezpečnost/zabezpečení byl vytvořen až ve 20. století generálem S. J. A. Bolivary Ponte při sociálních reformách v Mexiku. Generál chtěl zavést státní sociální péči pro všechny občany. V Evropě se s pojmem sociálního zabezpečení setkáváme v programu Komunistické strany Sovětského svazu (bolševiků), která takto označovala systém sociálních dávek pro všechny zaměstnance hrazený ze státních zdrojů.

## Povaha práva sociálního zabezpečení
Právo sociálního zabezpečení má povahu veřejného práva s určitými soukromoprávními prvky a je považováno za samotné právní odvětví. Prvním subjektem, který zde vystupuje je stát, jehož postavení je silnější než druhý subjekt, což je právnická či fyzická osoba. Stát a ostatní subjekty nejsou v rovnocenném postavení jako je to např. v soukromém právu.
Právo sociálního zabezpečení je součástí právního státu, který zajišťuje, že právní řád bude dodržován jak ze strany občanů státu, tak i ze strany orgánů veřejné moci. Zároveň právní stát zaručuje, že stát nebude zasahovat do individuální sféry jednotlivce více, než toho účel státu bude vyžadovat.

## Prameny práva sociálního zabezpečení
V České republice se za prameny práva sociálního zabezpečení považují právní předpisy a normativní právní smlouvy (specifickou funkci mají rozhodnutí Ústavního soudu). Jsou výsledkem činnosti státu vyvíjené prostřednictvím subjektu, který má pravomoc tyto prameny tvořit, měnit a rušit.

### Působnost práva sociálního zabezpečení
Pojmem působnost se rozumí rozsah použití právní předpisů v oblasti jejich aplikace a uskutečňuje se z hlediska okruhu právních vztahů, osob, prostoru a času. Podle těchto kritérií rozlišujeme působnost:
1. věcná působnost,
2. osobní působnost,
3. prostorová působnost a
4. časová působnost.[1]

### Interpretace práva sociální zabezpečení
Interpretace práva sociálního zabezpečení je chápána jako proces směřující k poznání obsahu právních norem v souvislosti s objasněním smyslu jazykových termínů a výrazů uvedených v pramenech práva, zejména v právních předpisech. Interpretace je také součástí realizace práva, kdy obecné právní normy se převádějí do individuálních právních norem.

### Aplikace práva sociálního zabezpečení
Aplikace práva sociálního zabezpečení znamená definování činnosti příslušných právních orgánů sociálního zabezpečení, které díky své pravomoci a kompetenci vydávají rozhodnutí. Rozhodnutí se z hlediska účinku dělí na konstitutivní a deklaratorní.

## Systém práva sociálního zabezpečení
Systém práva sociálního zabezpečení vystupuje z odvětví sociálního zabezpečení, které byly zpracovány zvláštními mezinárodními smlouvami přijatými na půdě Mezinárodní organizace práce v Ženevě. Úmluva č. 102 o sociální bezpečnosti je základní úmluvou shrnující všechny předválečné úmluvy. Její strukturu respektovali i tvůrci Evropského zákoníku sociálního zabezpečení, který byl přijat v Radě Evropy dne 16. dubna 1964 s účinností od roku 1967. Sociální zabezpečení je upraveno mnoha právními předpisy vztahujícími se k jeho jednotlivým oblastem.
Mezinárodní systematika a systematika českého práva rozděluje systém práva sociálního zabezpečení na jednotlivá odvětví:
- zdravotní pojištění,
- nemocenské pojištění,
- zabezpečení v mateřství,
- důchodové pojištění,
- penzijní připojištění,
- pojištění a zabezpečení v nezaměstnanosti,
- pojištění a zabezpečení při pracovních úrazech a nemocech z povolání,
- státní sociální podpora a pomoci rodinám,
- sociální pomoc a
- sociální služby.[2]